# Aranos
Aranos is een plaats in de regio Hardap in Namibië, gelegen in het stroomgebied van de Nossob in de Kalahari. De plaats had 5.493 inwoners in 2023.
De belangrijkste economische activiteit is landbouw. De plaats krijgt normaal gesproken een jaarlijkse gemiddelde regenval van 188 millimeter, hoewel er in het regenseizoen 2010/2011 505 millimeter werd gemeten.

## Geschiedenis
De oorspronkelijke naam van de nederzetting was Arahoab, Nama voor rood gebied. Tijdens de Herero-oorlogen waren hier sinds maart 1908 Schutztruppe-eenheden van de keizerlijke Duitse koloniale strijdkrachten gestationeerd. De hoeveelheid postdiensten voor de militairen leidde tot de opening van een postkantoor in dat jaar. Na de oorlog, in 1911, werd het militaire kantoor weer gesloten. De postdiensten werden echter voortgezet totdat de Duitsers in 1915 de controle over de kolonie verloren.
Om verwarring met het zuidelijker gelegen dorp Aroab te voorkomen, werd Arahoab in de jaren 1960 omgedoopt tot Aranos. Aranos is een portmanteau van Arahoab en de rivier de Nossob.